# Auch
Auch város (nevének kiejtése: [oʃ]; Franciaország déli részén, Okcitánia régióban, Gers megye székhelye, valamint az Auch-i főegyházmegye érseki székhelye. A város a Gers folyó jobb partján terül el. Lakosainak száma 22 825 fő (2022. január 1.). Auch Barran, Castillon-Massas, Castin, Duran, Lasséran, Leboulin, Montaut-les-Créneaux, Montégut, Ordan-Larroque, Pavie, Pessan, Preignan és Roquelaure községekkel határos.

## Története

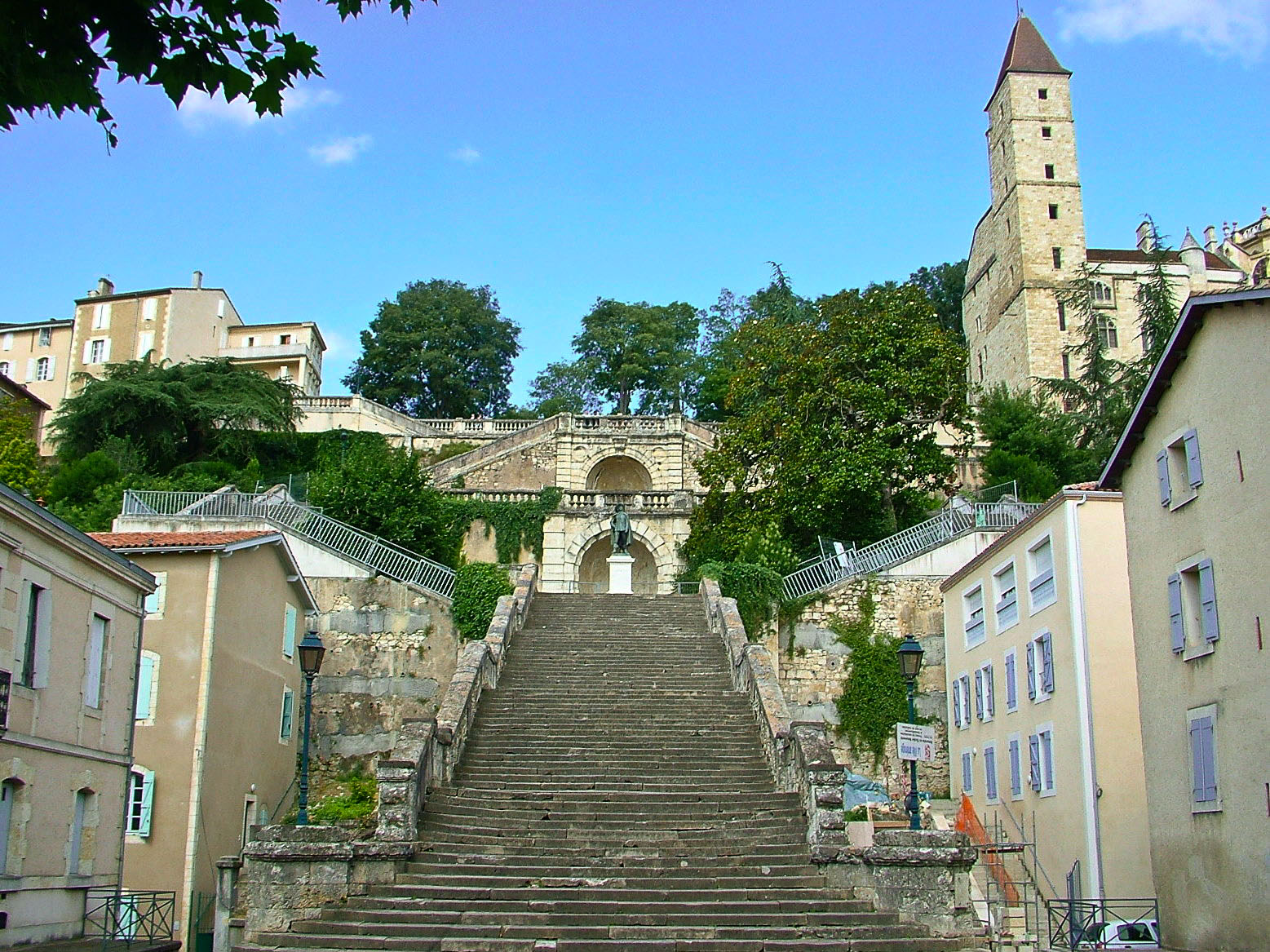

Elimberris néven egy Aquitaniából származó ókori galliai törzs, az auscusok székhelye, fővárosa volt. I. e. 56-ban a Római Birodalom része lett, a rómaiak Augustának nevezték. Később a vandálok, majd a szaracénok pusztítottak a városban.
A 11. században Auch egy ideig a Xe Armagnac grófok fővárosa volt. 1205-ben városi jogokat kapott.
A 12. században a város paréage volt, azaz a város a két hatóság; az Armagnac és az érsek között oszlott meg. 
A város fő dísze a város magasabban fekvő részében álló reneszánsz homlokzatú gótikus székesegyház. Főhajója két oldalán a 16. században faragott 113 stallum sorakozik, vallásos és mitológiai témájú faragványokkal,  reneszánsz kori üvegablakai ugyancsak érdekesek.

## Látnivalói
A város alsó- és felsővárosra oszlik, amelyeket szűk, meredek utcák és lépcsők kötnek össze.
- Cathédrale Sainte-Marie - 1489-ben kezdték építeni, rendkívül magas ívezettel, kitűnő üvegfestményekkel és szép faragványokkal.
- Tour d’Armagnac - a 40 méter magas tornyot a 14. században kezdték el építeni. Kezdetben börtönként használták, majd vallásos témájú iratokat, könyveket tároltak benne.

## Képgaléria

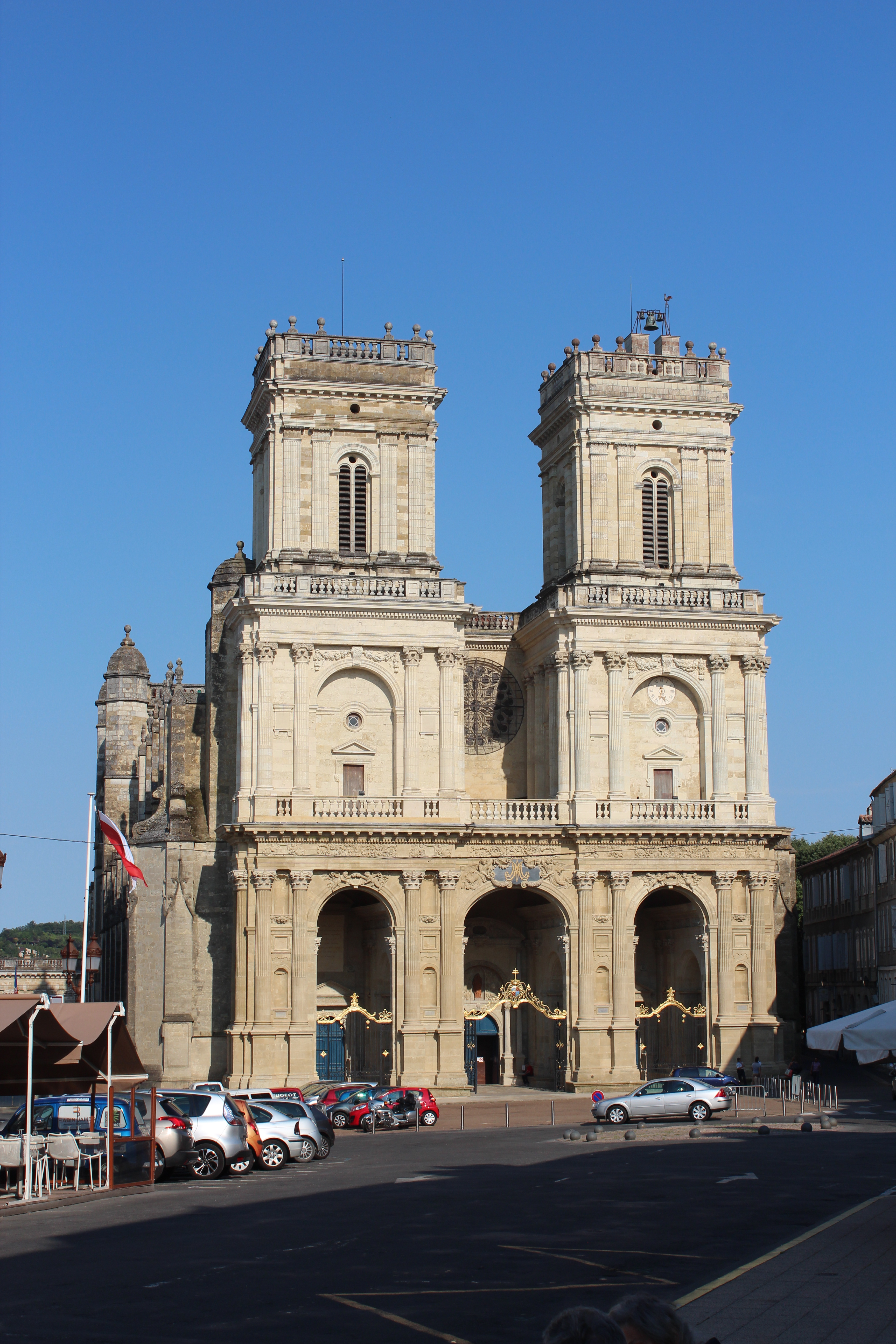
Cathédrale Sainte-Marie
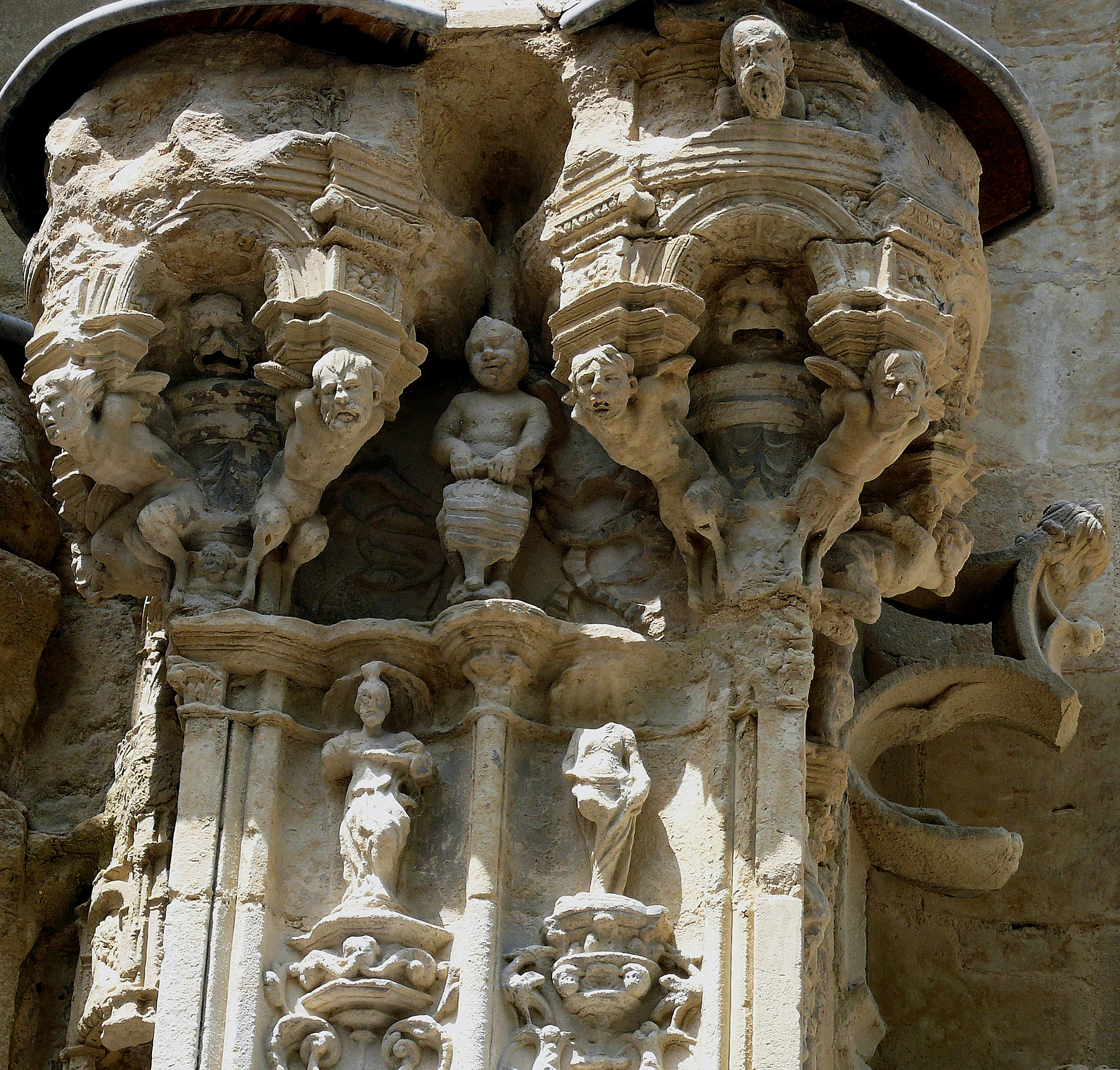
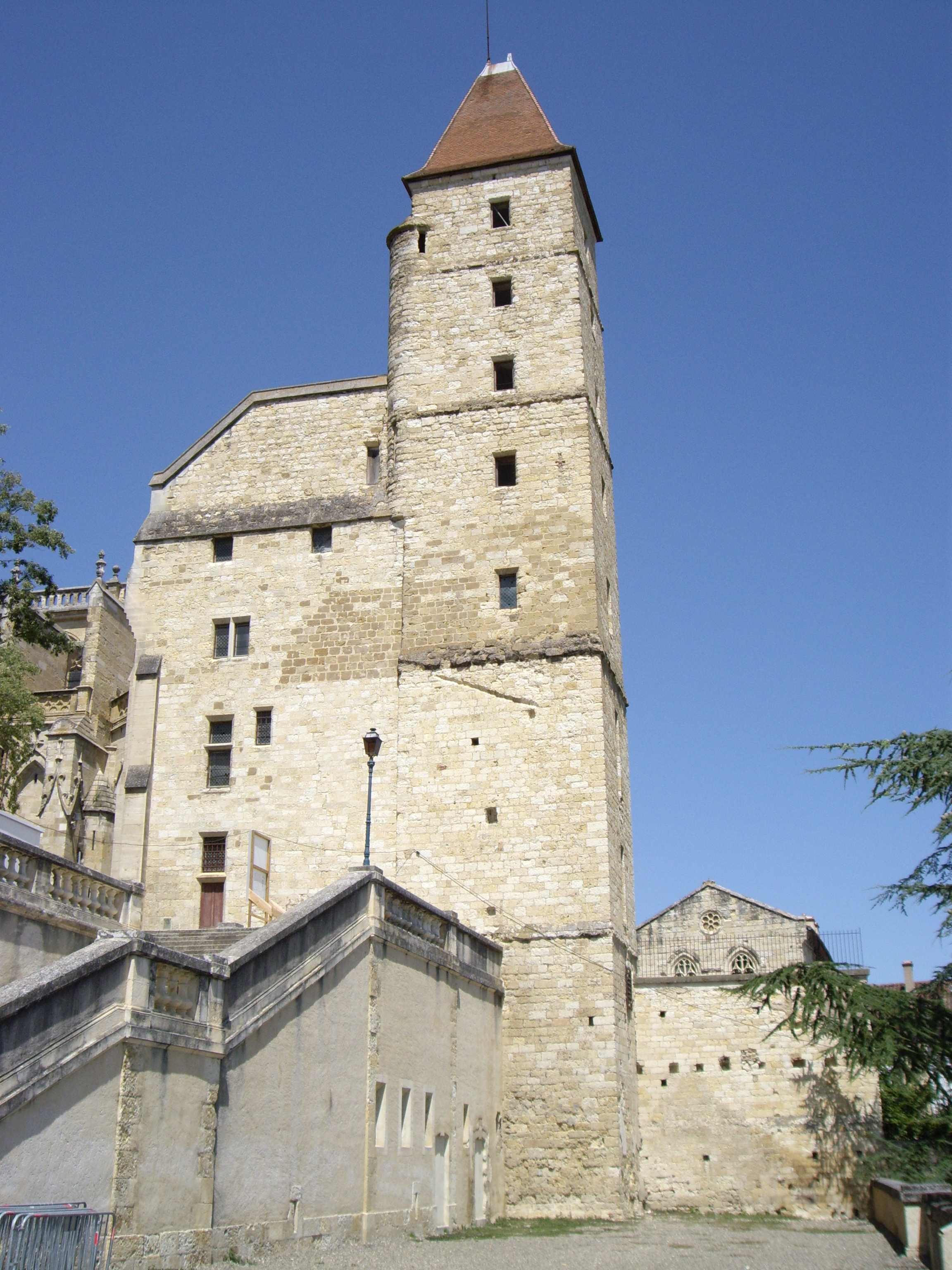
Tour d’Armagnac
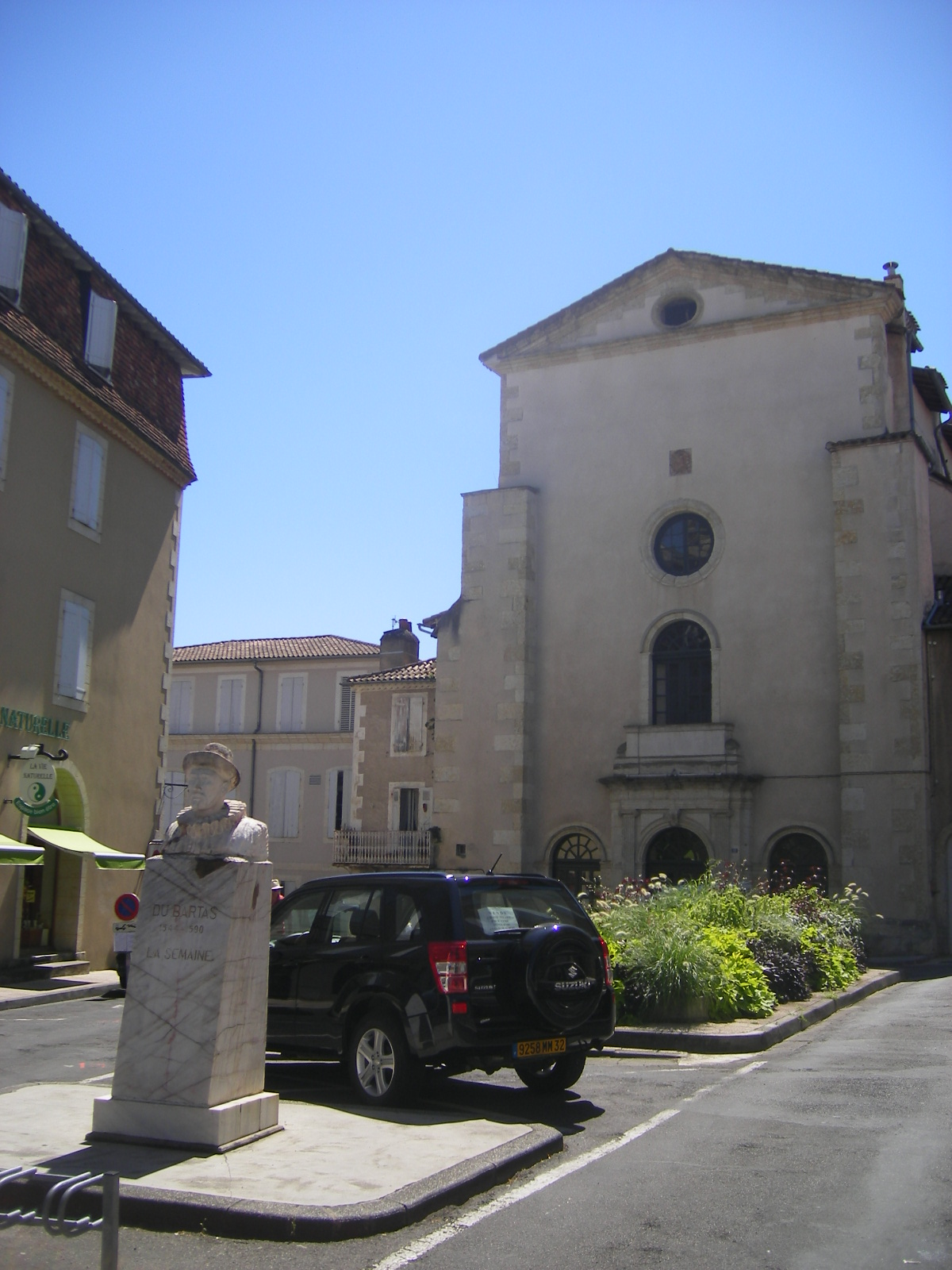
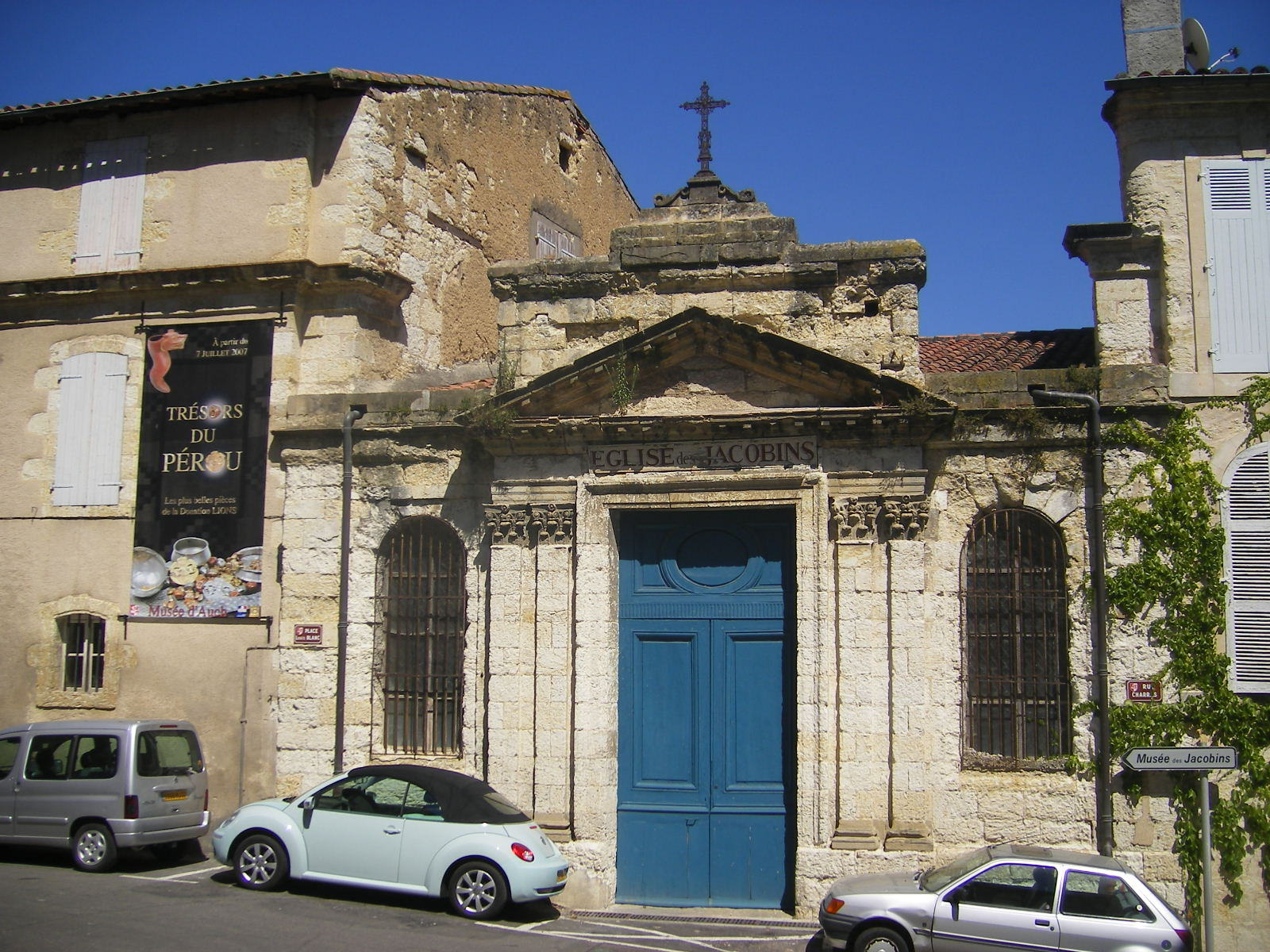
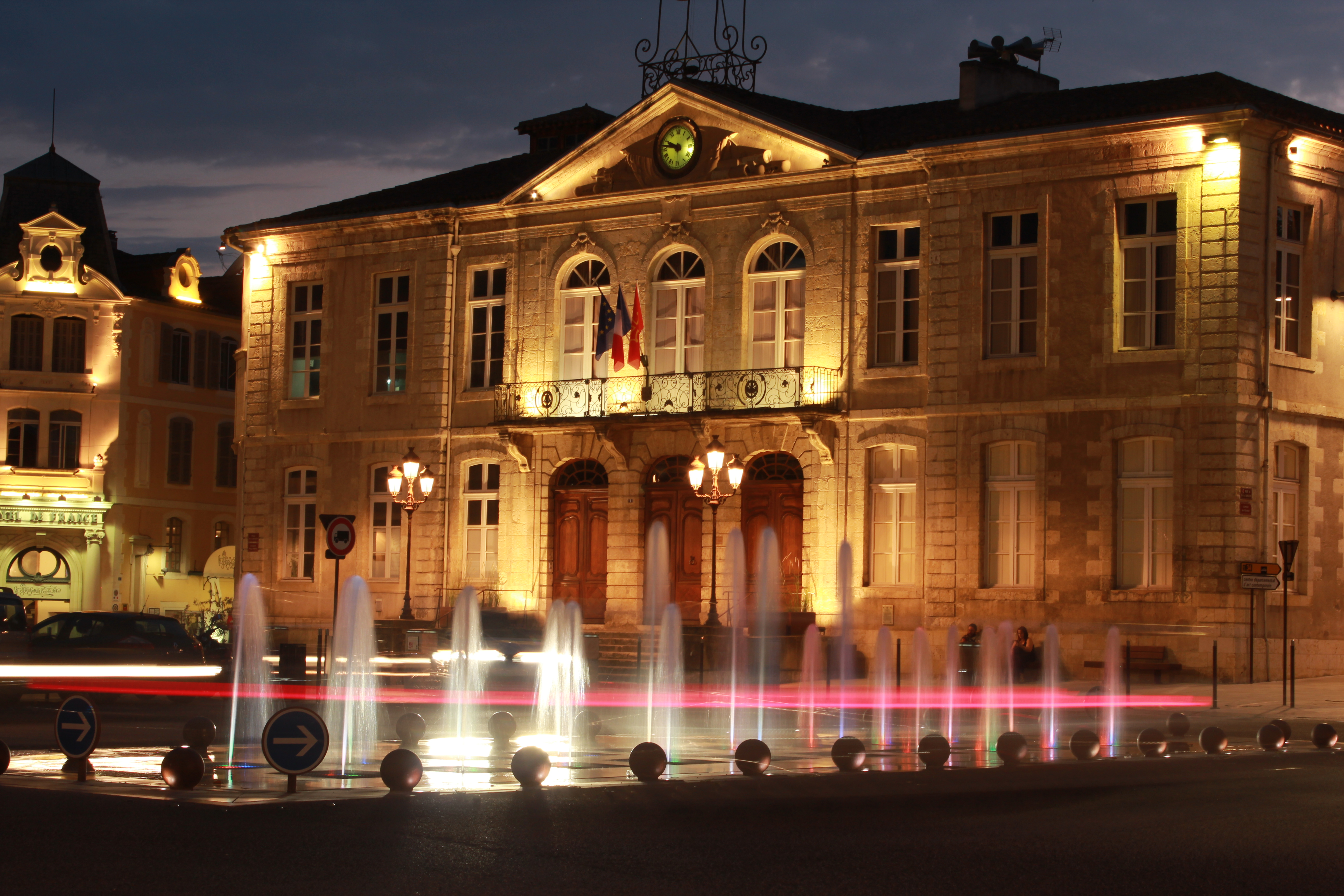
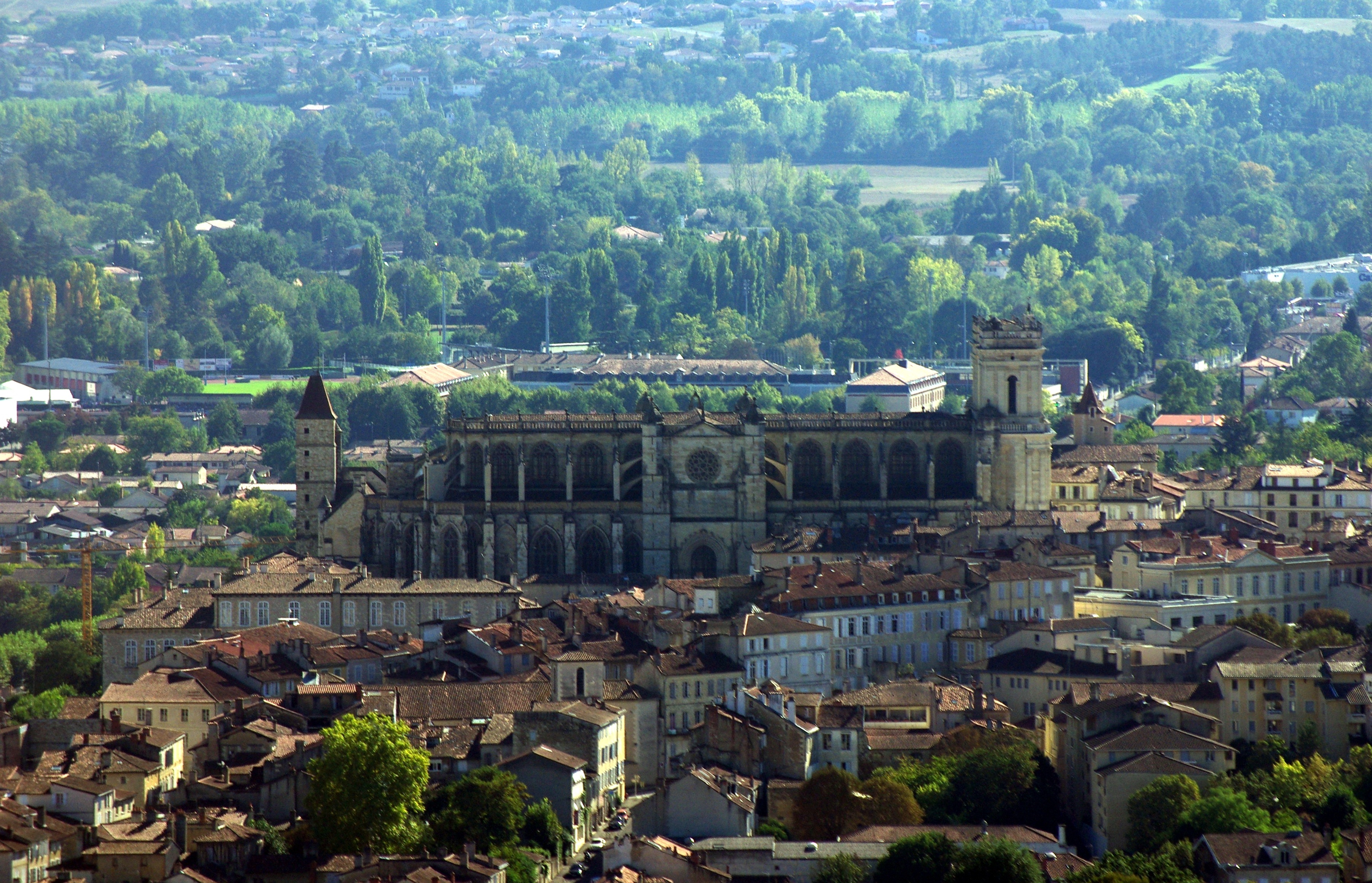
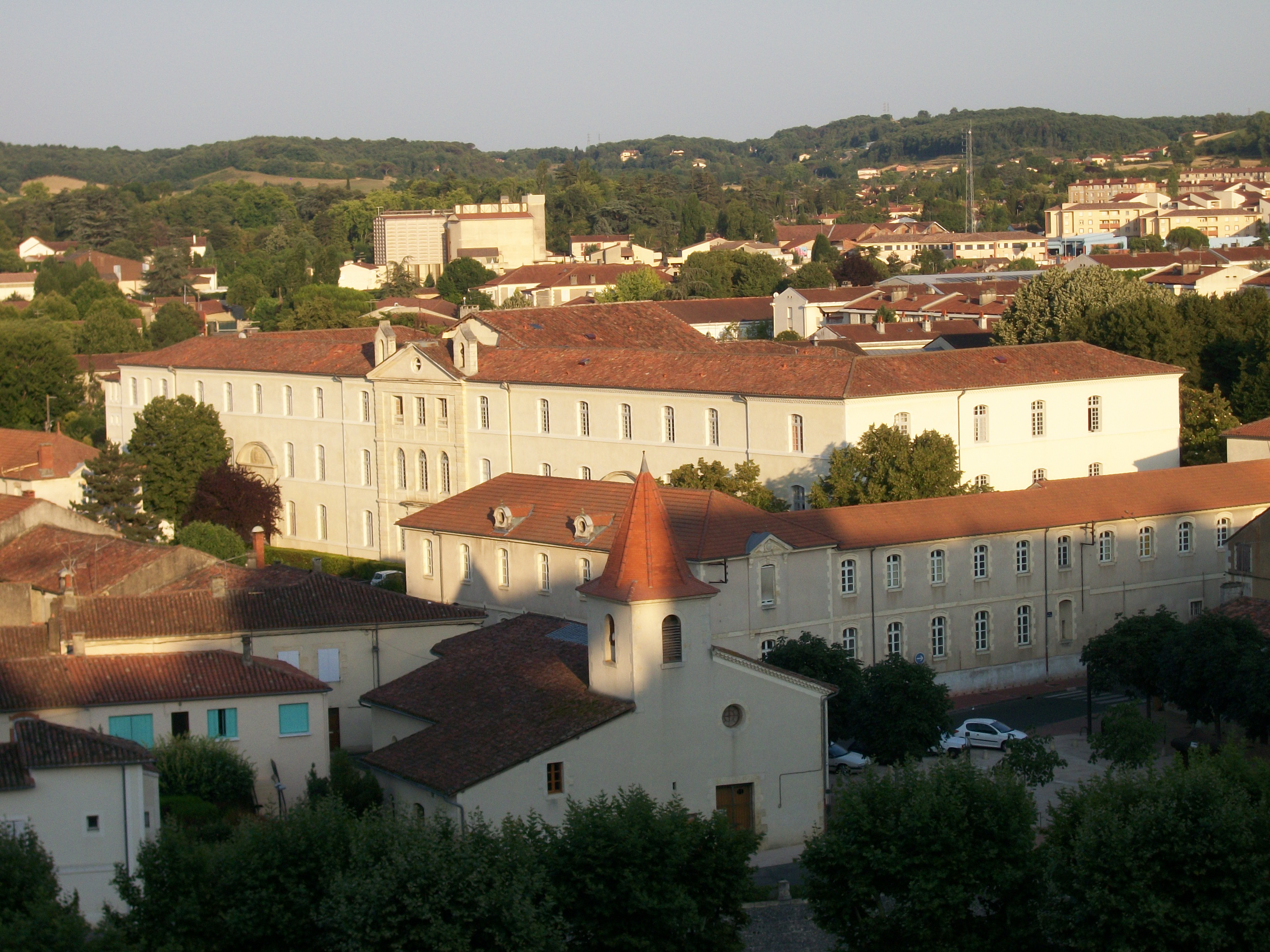
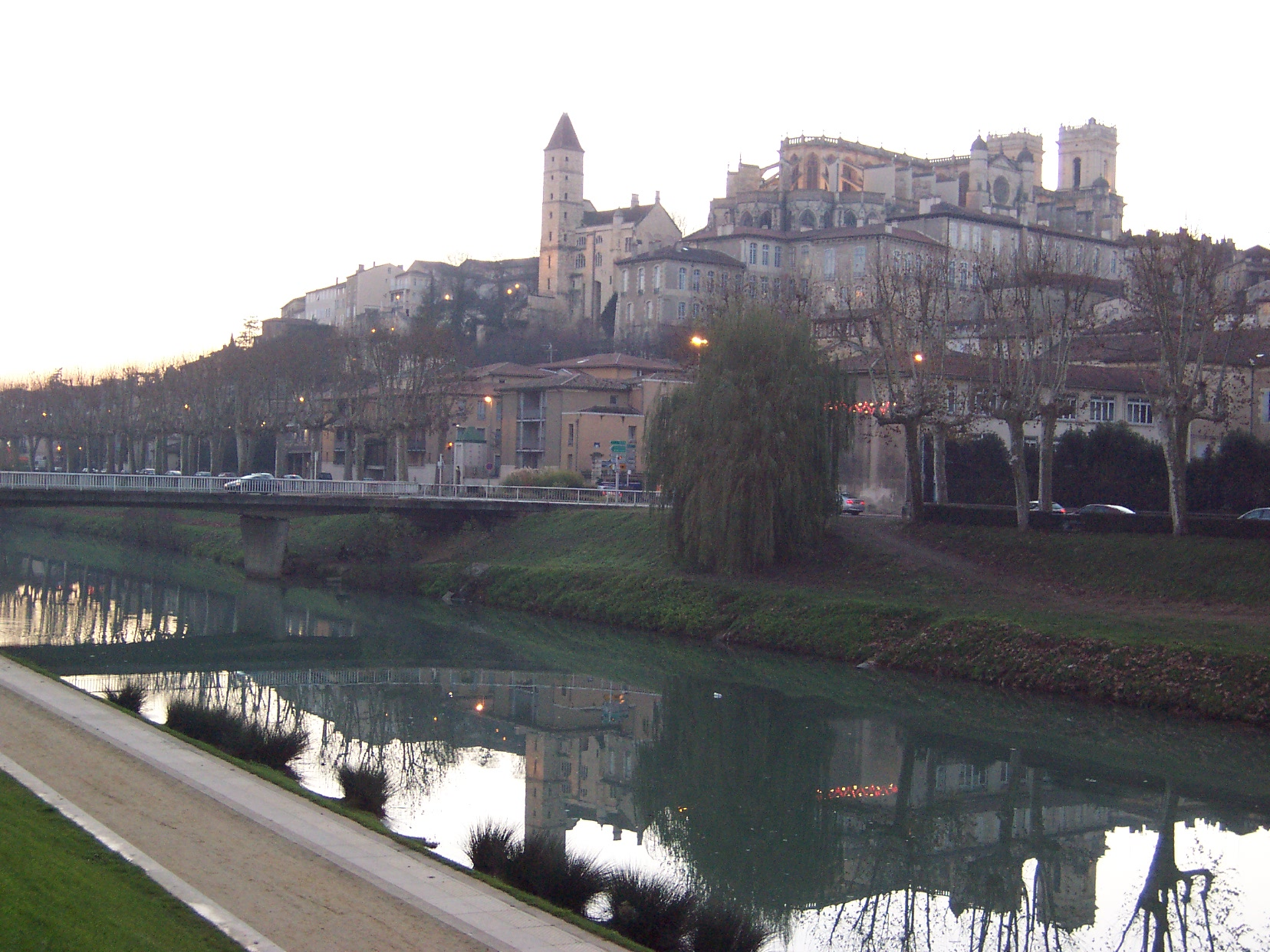

## Demográfia
| Év   | Lakosság |
| ---- | -------- |
| 1793 | 8 444    |
| 1800 | 7 696    |
| 1806 | 8 918    |
| 1821 | 9 670    |
| 1831 | 9 801    |
| 1841 | 10 867   |
| 1846 | 12 323   |
| 1851 | 12 141   |
| 1856 | 12 001   |

| Év   | Lakosság |
| ---- | -------- |
| 1861 | 11 899   |
| 1866 | 12 500   |
| 1872 | 13 087   |
| 1876 | 13 785   |
| 1881 | 14 186   |
| 1886 | 15 090   |
| 1891 | 14 782   |
| 1896 | 14 838   |

| Év   | Lakosság |
| ---- | -------- |
| 1901 | 13 939   |
| 1906 | 13 526   |
| 1911 | 13 638   |
| 1921 | 11 825   |
| 1926 | 12 272   |
| 1931 | 12 567   |
| 1936 | 13 313   |
| 1946 | 15 253   |

| Év   | Lakosság |
| ---- | -------- |
| 1954 | 16 382   |
| 1962 | 18 918   |
| 1968 | 21 462   |
| 1975 | 23 185   |
| 1982 | 23 258   |
| 1990 | 23 136   |
| 1999 | 21 838   |
| 2007 | 21 704   |
| 2021 | 23 041   |

## Testvérvárosok
- Memmingen
- Calatayud
- Cangas de Onis